# 김현구 (역사가)
김현구(金鉉球, 1944년 12월 1일~)는 대한민국의 역사가이다. 일본 고대사와 한일관계사를 전공하고 있으며, 논문 「야마토 정권의 대외 정책」을 통해 1985년에 와세다 대학에서 박사를 취득했다. 현재 고려대학교 명예 교수이다.

## 경력
- 1990년~1991년: 미국 UCLA
- 1998년~2000년: 일본사학회 회장
- 2001년~2001년: 일본 나고야대학교 객원교수
- 2002년~2004년: 한일역사공동연구위원회 위원